# Françoise Caillard
Françoise Sipa-Caillard, également appelée Fara Caillard, est une féministe kanak fondatrice en 1999 de l'« Union des femmes citoyennes de Nouvelle-Calédonie », qu'elle a présidée et, en 2000, du collectif « Femmes en colère ». Elle s'est engagée notamment en faveur de la parité en politique et du droit à l'avortement.

## Milieu familial
Françoise Caillard est née dans une famille de l'île de Maré en Nouvelle-Calédonie appartenant au clan “Seriwo”.
Sa mère a trouvé un emploi comme femme de ménage à Nouméa. Les conditions de vie difficiles qu'a connues Françoise Caillard dans son enfance et son adolescence passées à Nouméa dans le quartier de la Vallée-des-Colons, qui accueillait de nombreux habitants originaires de l'île de Maré, ont favorisé sa prise de conscience politique.
Son oncle Nidoïsh Naisseline est le fondateur en 1969 du mouvement indépendantiste des « Foulards rouges », qui s'inscrit dans le mouvement plus large du « réveil kanak ». Françoise Caillard adolescente assiste dans ce contexte militant à des prises de parole d'une pionnière du féminisme kanak, Déwé Gorodey, qui l'impressionnent.

## Militantisme politique
Françoise Caillard suit des études, devient employée de banque et syndicaliste. Son activité politique date de 1994 ; elle adhère à l’Union calédonienne puis à Dynamik unitaire Sud.
Elle est élue en 2014 conseillère municipale d'opposition (DUS) du Mont-Dore-Maré.

## Féminisme
Françoise Caillard est particulièrement sensible aux violences faites aux femmes kanak de Nouvelle-Calédonie ; le nombre d’agressions sexuelles dont ces femmes sont victimes est huit fois plus élevé qu’en métropole. Elle analyse cette situation dramatique comme une des conséquences de la « déstabilisation de la société traditionnelle kanak par la modernité, produisant des hommes sans statut qui transforment leur mal-être en agressions sur les femmes ». Elle rappelle que pendant la période coloniale, les Kanaks étaient soumis au Code de l'indigénat, qui les avait privés du droit de circuler en ville, de sorte qu'« ils vivaient en vase clos et n'étaient pas préparés à affronter la modernité ».
En 1999 elle fonde puis préside l'« Union des femmes citoyennes de Nouvelle-Calédonie », qui milite en faveur de la parité hommes-femmes en politique et pour la  légalisation de l’avortement. En effet, la loi Veil adoptée en métropole en 1975 n'était pas entrée en vigueur pour les femmes de Nouvelle-Calédonie, du fait de l'opposition de certains hommes politiques pour des raisons religieuses ; l'interruption volontaire de grossesse a été légalisée en Nouvelle-Calédonie en 2005.
En 2000, l'« Union des femmes citoyennes de Nouvelle-Calédonie » fonde l'Observatoire de la condition féminine ; l'Union compte parmi les associations qui participent chaque année à la Marche mondiale des femmes.
En 2000 Françoise Caillard fonde le Collectif « Femmes en colère », qu'elle co-préside avec Valentine Holle et qui œuvre en faveur de la création d’un « secteur du gouvernement exclusivement dédié aux droits des femmes », reconnu comme tel, pourvu d'un budget propre, et distinct du secteur consacré à la lutte contre les violences intrafamiliales. De plus, ce Collectif pointe le fait que « le système politique calédonien, discriminatoire et sexiste, écarte les femmes de la gestion des affaires publiques ».
Françoise Caillard a pris part en tant que féministe aux débats sur la reconnaissance du droit coutumier kanak. Dans les années 2000 le Sénat coutumier ayant souhaité, dans une démarche « autochtoniste », étendre les prérogatives du droit coutumier, a préconisé des dispositions peu favorables aux femmes. Françoise Caillard affirme alors publiquement, en 2011 : « Il faut que les femmes kanak puissent avoir recours à la juridiction de droit commun » ; elle précise toutefois qu'elle se revendique toujours kanak, et qu'elle ne désavoue pas  son statut de droit coutumier. « Selon moi, déclare-elle, notre statut a un sens et je le défends. Il représente notre repère identitaire et nous lie à notre espace clanique et à notre environnement culturel [….] Je crois qu’il faut faire simplement évoluer ce statut et nos droits pour que les choses avancent en faveur des femmes kanak ».

## Vie privée
Elle est l'épouse de Jean-Paul Caillard, lui même fils d'Edmond Caillard.